# 喬·韋德
喬·韋德（英語：Joe Weider，1919年11月29日—2013年3月23日），生於加拿大蒙特利爾，雙親是波蘭猶太人，與胞弟本·韋德一起創立國際健美總會，被譽為健美界之父。
1936年成立營養品品牌威德，後來該品牌由利潔時旗下的旭福（又名「益節」）收購，但「威德」的品牌仍持續發展中。